# Особняк Івана Миколайовича Терещенка
Особняк Івана Миколайовича Терещенка — пам'ятка архітектури в Шевченківському районі міста Києва, розміщена на бульварі Тараса Шевченка (колишній Бібіковський бульвар), 34/11, на перетині з вулицею Михайла Коцюбинського. Будівля в основному двоповерхова, лише кутова вежа з однією кімнатою підвищена до трьох поверхів. Кут акцентований прямокутним в плані еркером на другому поверсі. Парадний вхід будинку розміщений з боку бульвару Тараса Шевченка, причому головний фасад особняка зорієнтований на бульвар, а бічний — на вулицю Михайла Коцюбинського.
Пам'ятка архітектури взята на облік рішенням виконавчого комітету Київської міської ради народних депутатів від 21 січня 1986 року № 49. Охоронний номер 110. У 1998 році наказом Управління охорони пам'яток історії, культури та історичного середовища КМДА взято на облік також флігель як щойно виявлений об'єкт культурної спадщини.

## Архітектура будівлі

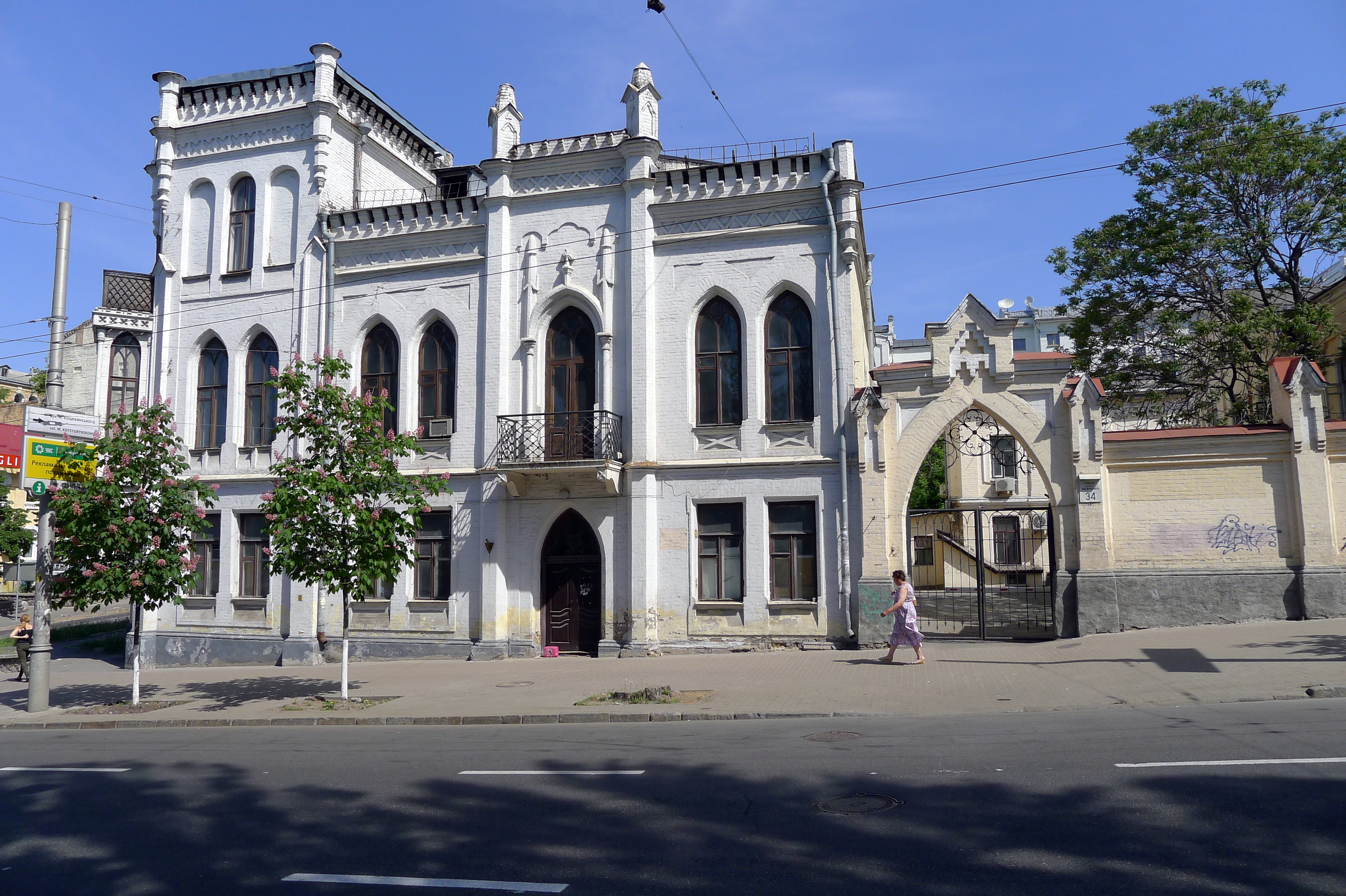
Особняк Терещенка в Києві

Будинок збудований у стилі вікторіанської неоготики. Він має два фасади. На розі будівлі знаходиться вежа, на якій є два балкони. На кожному поверсі використані різні види вікон. На першому поверсі звичайні, на другому готичні, на третьому — аркові.
Кутова вежа будівлі на другому і третьому поверхах має невеликі балкончики. Балкон також є в тій частині будівлі, яка виходить на бульвар Тараса Шевченка.
Фасад прикрашають пілястри, які закінчуються невеликими башточками. Пілястри візуально розділяють фасад будинку на рівні частини за числом віконних прорізів, задаючи своєрідний «крок»: два вікна — башточка — два вікна.
Фасади будівлі закінчуються, як і личить замку, невеликими зубцями (як на оборонному мурі).
Остаточний архітектурний проект будинку дещо простіший від початкового щодо оформлення вікон на другому поверсі: були змінені їх обриси, зменшена їх кількість, спрощені декоративні підвіконні і надвіконні вставки. Планування будинку було звичайним. У будинку було троє сходів.

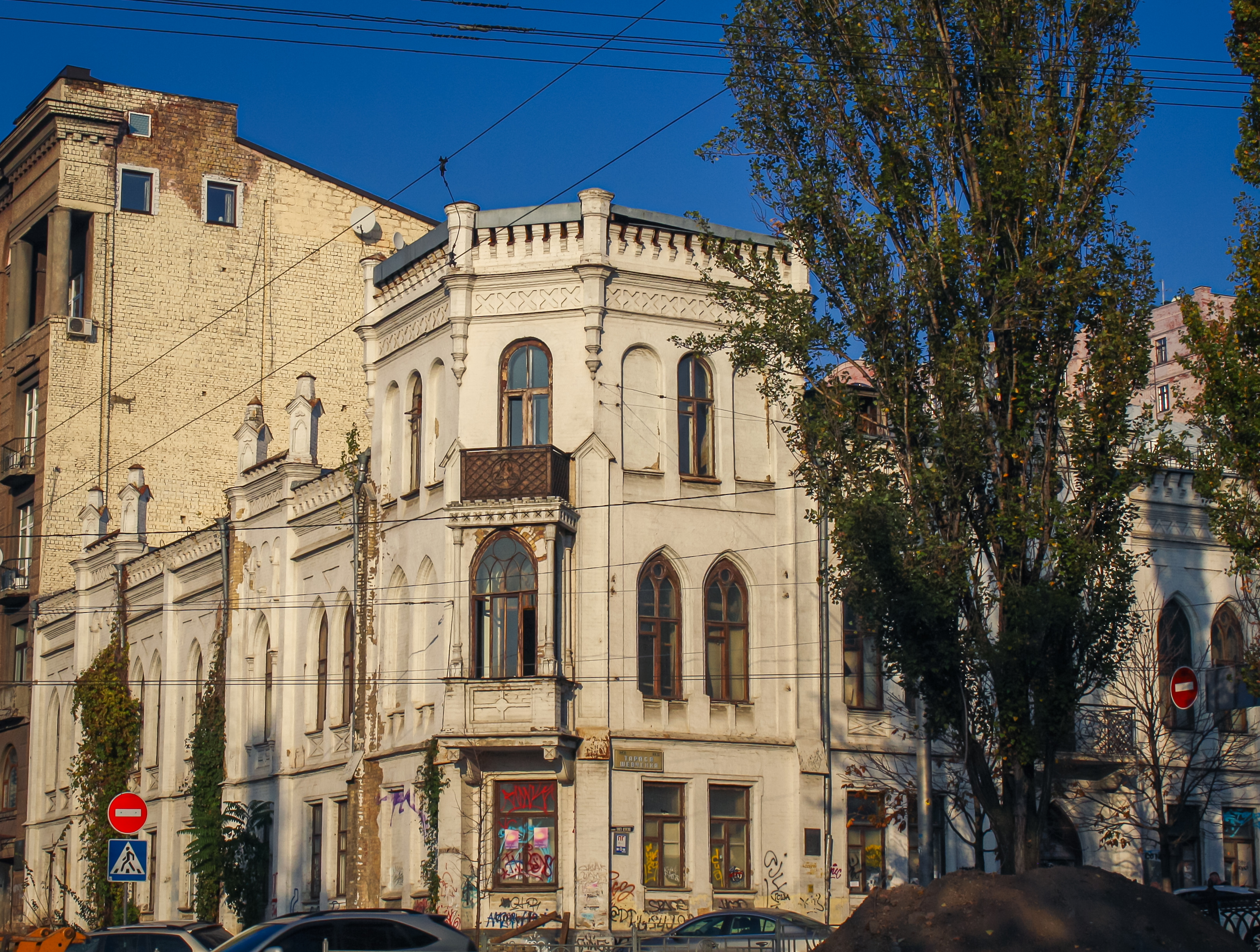
Садиба міська, Київ, бул. Т. Шевченка, 34